# Divčibare

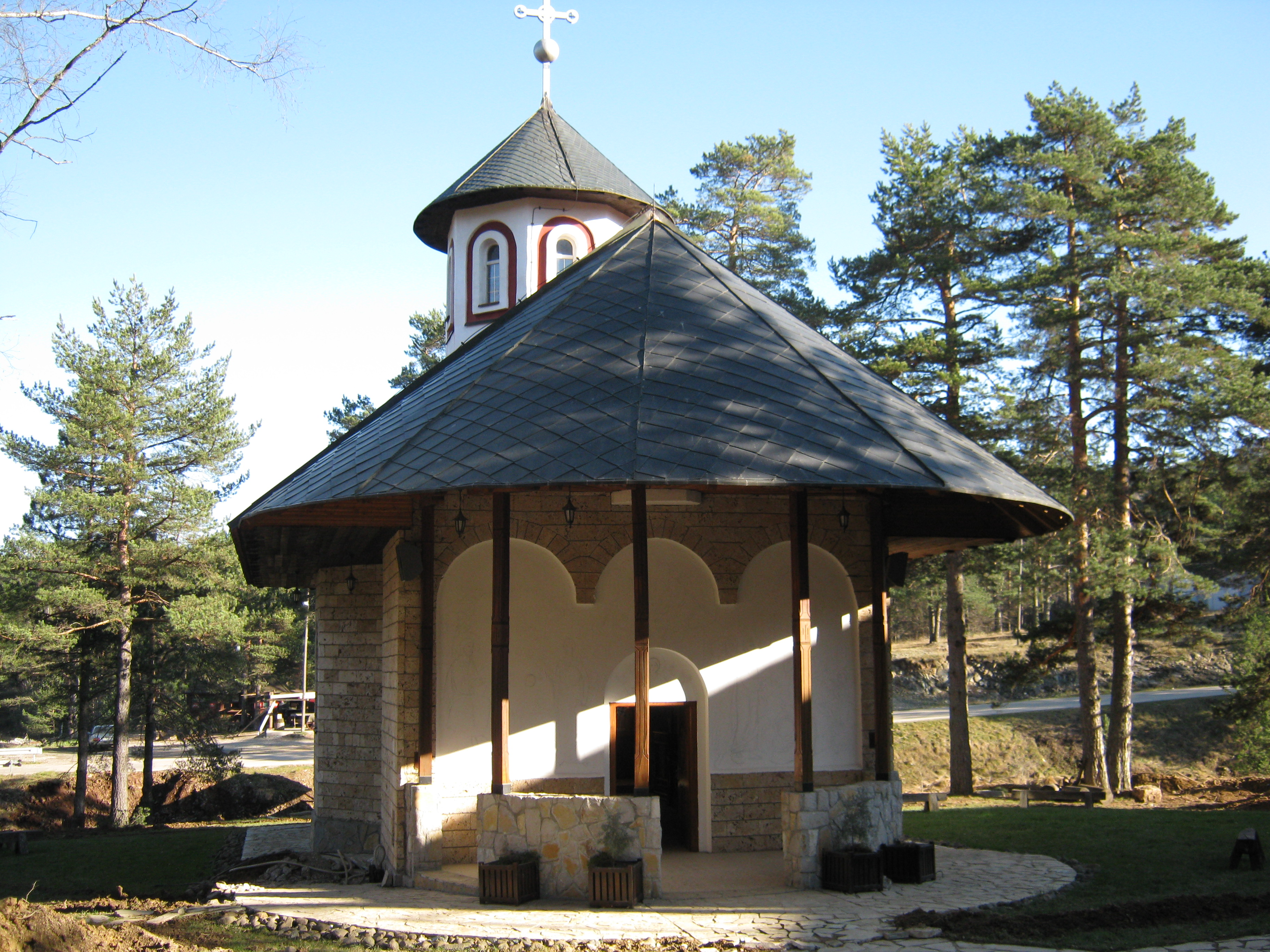
Pravoslavný kostel v Divčibarech

Divčibare (v srbské cyrilici Дивчибаре) je město a horské letovisko v pohoří Maljen v západní části centrálního Srbska. Podle údajů ze sčítání lidu z roku 2011 zde žije 141 stálých obyvatel, během sezóny se však v obci zdržuje mnoho turistů. Nadmořská výška obce je 908 m n. m.
Divčibare administrativně spadá pod Kolubarský okruh a Opštinu Valjevo. Nachází se celkem 107 km jihozápadně od Bělehradu, 38 km jižně od Valjeva samotného. Obcí prochází důležitý silniční tah z Valjeva směrem k městu Požega.
Oblast Divčibare byla navštěvována již Milošem Obrenovićem v 19. století. Od té doby se obec rozvíjela jako výletní a rekreační a později turistický resort.